# Bouar
Bouar is een stad in het westen van de Centraal-Afrikaanse Republiek, en is tevens de hoofdstad van het prefectuur Nana-Mambéré. De stad ligt op de hoofdweg tussen de Centraal-Afrikaanse Republiek en Kameroen en vlak bij ligt Camp Leclerc, een Franse militaire basis. In 1911 werd de stad door de Fransen aan de Duitsers gegeven, maar na de Eerste Wereldoorlog werd het door de Fransen terugveroverd.